# 猫の恩返し
『猫の恩返し』（ねこのおんがえし）は、2002年7月20日に公開されたスタジオジブリ制作の日本のアニメーション映画。監督は森田宏幸。同時上映は『ギブリーズ episode2』。

## 概要
スタジオジブリの作品『耳をすませば』の主人公である月島雫が書いた物語という位置付けのスピンオフ。猫の男爵バロンとムーンが2作に共通して登場する。宮崎駿のリクエストをうけて柊あおいが描き下ろしたコミック『バロン 猫の男爵』を原作とする。
バロンの声を担当する声優は主人公とのバランスを考慮し、『耳をすませば』の露口茂から袴田吉彦に変更された。また、『耳をすませば』で月島雫の声を担当した本名陽子が、クラスメイトのチカ役を担当している。
『耳をすませば』の直接の続編ではないが「月島雫が書いた物語」という位置づけであるため、実質的には続編に近く「続編は作らない」という傾向があるジブリが試みた異色の作品である。また、元が少女漫画なのでギャグシーンが多い。
キャッチコピーは「猫になっても、いいんじゃないッ?」（糸井重里）。
日本国内の興行収入は64.8億円で2002年の邦画1位、DVDとVHSを合わせたビデオグラム出荷本数は2007年5月時点で72万本。

## あらすじ

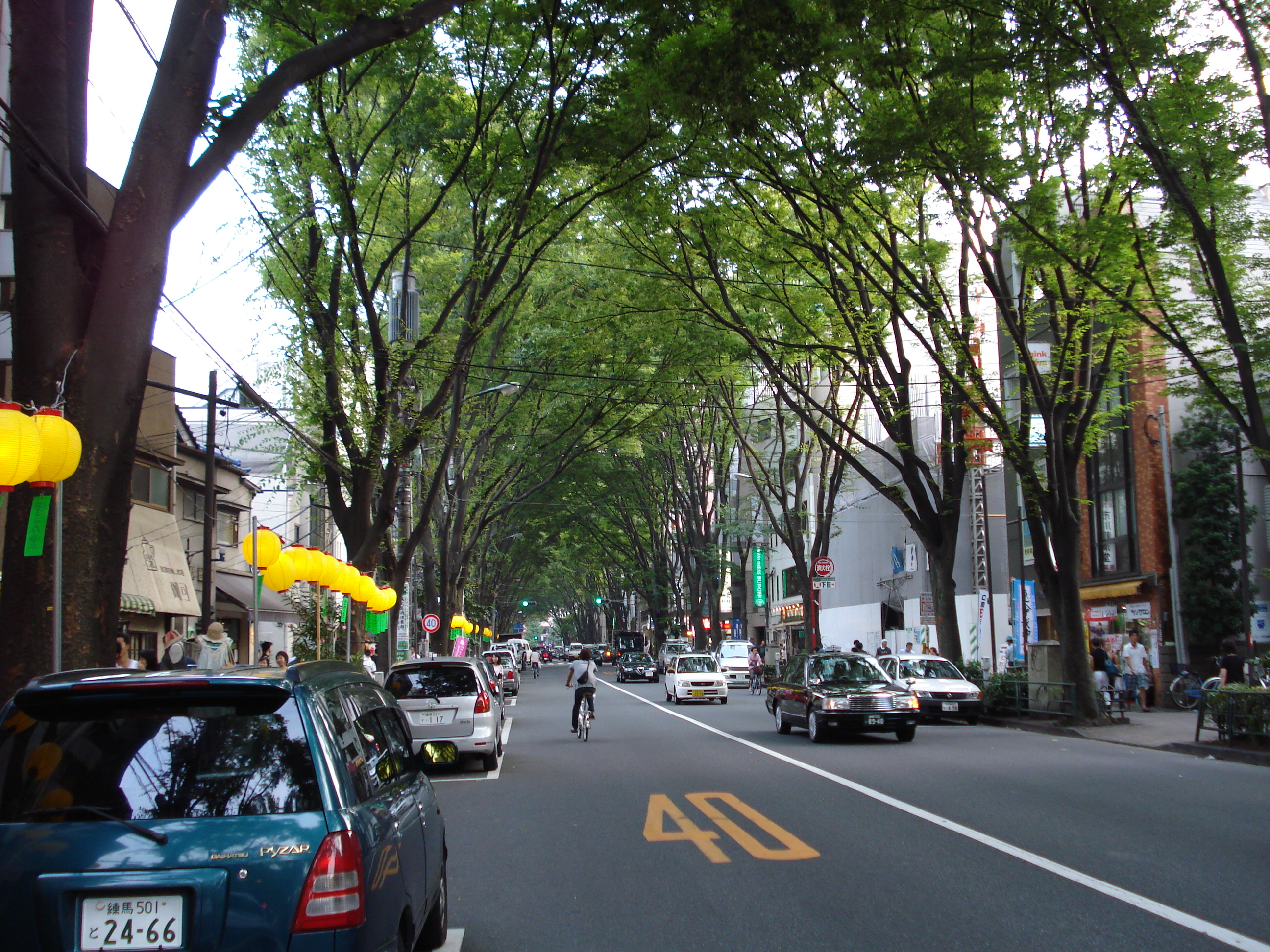
現実世界のモデルとされる中杉通り（東京都杉並区阿佐ヶ谷付近）

女子高生の吉岡ハルは、学校に遅刻したある日の放課後、ラクロス部である親友のひろみと家路についていた。道中、何かをくわえた見かけない黒猫がトラックに轢かれそうになるのを目撃し、咄嗟にひろみのラクロスのスティックを使って助ける。助けられた後、その猫は日本語で礼を述べ、二足歩行で歩き去る。実は、彼は猫の国の王子・ルーンだった。
その夜、母親に「猫が話した」と告げたハルは幼いハルが「白猫と話した」と口にしたというエピソードを聞かされる。その夜中、猫王ら猫の国一行が現れ、ルーンを助けたお礼として目録を貰う。
翌日、猫の国からのお礼が届くが、ひろみへの大量のスティック、家の庭いっぱいの猫じゃらし、マタタビ、ネズミといった、猫しか喜びそうのない代物ばかり。さらにはハルについてくる大量の猫たち。放課後、ひろみの掃除当番を代わりごみ捨てに行くと、想い人である町田が彼女と思われる人物と歩いているのを目撃してしまう。
その直後に、猫王の家来ナトルがハルの元を訪れる。「猫じゃないから猫じゃらしもマタタビも嬉しくない」と文句を言うハルに、「猫の国に招待する」と答えた。さらに、猫王はハルをルーンの妃にしようとしていることも伝える。ハルはそのことに慌ててナトルを引き止めるが、ナトルは「今夜迎えにあがる」と言い残し、去ってしまう。「猫のお嫁さんにされる」とパニックになるハルに、どこからともなく声が聞こえた。その声によると「猫の事務所を探して。十字街に居る白い大きな猫が教えてくれるから」と告げられる。
学校の帰り道で、ハルは十字街で白い大きな猫のムタに出会い、「付いて来な」と言われ、付いて行く。着いた場所は不思議な街で、そこにある小さな家の「猫の事務所」で猫の男爵・バロンと、心を持つカラスのガーゴイルのトトに出会う。ムタ曰く、「猫の国は自分の時間が生きられない者が行く場所」で、それを聞いたバロンはハルに「自分を見失わないように」と諭す。
猫の事務所にいる時、突然現れたナトル率いる猫の集団に、ハルは連れ去られてしまう。そして、ハルとムタは、バロンやトトと離れてしまい猫の国に連れ去られる。そこで、ハルはルーン王子と結婚する事を決められてしまい、猫耳や尻尾が生えて、猫にされてしまう。
泣きながら猫の国の城での祝宴に参加していた時、ハルは仮面の貴公子に扮したバロンに助けられ、白猫ユキの手引きにより建物から脱出、塔の頂上に行けば元の世界に戻れると知り、ムタと共に迷路の堀を攻略する。迷路を阻む壁のハリボテを倒し、塔を登って行くが、中途で猫王が塔の下半分を爆破し崩壊させたため、追い詰められる。
その時、帰ってきたルーン、そしてハルを猫の事務所に導いた声の主・ユキに助けられる。そして、ユキは昔ハルに助けられたことを告白、ルーンから求婚され、それを快諾する。ハルはそのことを心から喜ぶ。諦めきれない猫王はハルを自分の妃にしようと薦めたが一蹴され、怒って暴れ出し、バロンに勝負を挑む。結局、猫王が敗北したものの、塔の頂上からはハルの悲鳴が聞こえ、塔が崩壊していたため、出口は人間界の上空のあらぬところにつながっていた。
ハルは、ムタとともに落下していくが、なんとか間に合ったバロンの指示で体勢を立て直し、遂にトト率いるカラス達に助けられながら人間界に帰還する。学校の屋上で、ハルはバロンに告白する。バロンは寂しがるハルに、「また、困った事件があったら猫の事務所の扉は開かれる」と言い残して去る。ハルは感謝の気持ちを叫び、日常に戻った。

## 登場キャラクター
吉岡 ハル（よしおか はる）
本作の主人公。短めのポニーテールが特徴の女子高生。心優しく素直な性格。実は猫の言葉を理解できる能力をもっている。
朝に弱く、寝坊で学校を遅刻してしまうことも少なくない。ドジなことも多く、作中では2回ガードにつまづいて転倒している。
母子家庭のため、母が仕事で多忙な時は炊事などを引き受けており、家事は得意。
既に別の女子生徒と交際しているクラスメイトの町田に片想いをしている。
劇中では当初は数々のトラブルから「猫なんて助けなければ良かった」と後悔していたが、バロンらとの触れ合い、猫の国での奮闘などから心境の積極的な変化が見られるようになる。終盤には自身を助け導いてくれたバロンを男性として意識する程に。物語のラストでは劇中での様々な経験からきた気持ちの現れからか、佇まいが大人びたものとなり、朝寝坊を治し、町田への想いを吹っ切るなど態度を改めるようになり、肩まで伸ばしていた髪もさっぱりとショートヘアにカットしている。
バロン / フンベルト・フォン・ジッキンゲン
「猫の事務所」（原作では「地球屋」という名前がある）の所長。「男爵」という設定で、身の丈30センチほどの、二足歩行で歩く猫の人形。タキシード姿にステッキを持っており、イギリス紳士を連想させる風貌をしているが、名前はどちらかというとドイツ貴族に近い。性格は如何なる時でも冷静沈着、紳士的でムタ曰く「キザ」。
剣術の腕前は一流で、身体能力にも優れている。自身が客に振舞う特製スペシャルブレンドの紅茶は、毎回味が変わるとのこと。
原作での毛色は黒に近いこげ茶で衣装も黒を基調としている一方、映画版では黄色がかった茶色の毛皮に白のタキシードを羽織っている。
一人称は基本的に「わたし」であるが、クライマックスの1シーンのみ、ハルに対し「俺」と発している。
猫であるが、実像が人工物であるため、「ゆ」の発音が可能。
原作では映画版と比べると少々茶目っ気が強め。一方で、猫の国を滅ぼしかねない凄まじい能力を秘めているらしい。
ムタ / ルナルド・ムーン
バロンの仲間の太った猫。普段は商店街をウロウロしている。
口が悪く短気で気難しいが、根は善良で、いざという時には頼りになる。ハルをかなり上の階段に放り投げることができるほどの怪力の持ち主。
自分の生い立ちについてはあまり語りたがらず、過去の経歴は後述する大犯罪猫であることが判っている以外はすべて不明。
猫王の「どうすればそんなに長く生きられるのか」という台詞から、通常の猫の寿命をはるかに超える年月を生きていると推測され、不老不死だと思われる。
猫の国について「ありゃ まやかしだ、 俺みたいに自分の時間を生きられない奴の行く所さ」と語っており、これが彼の不老不死と思われる長寿と何らかの関係があると考えられるが、詳細については明かされていない。
通常、猫は「ゆ」という発音ができないことが彼によって説明されているが、彼自身は発音できる。これも長い年月をかけて生きてきたが故に身に付けた能力であると思われる。
作中で「おれはハッキリした女が好きなんだ」と語っている。
甘い物が大好きで数十個のケーキすら彼にとっては恐るるに足らず、こだわりも持っている模様。その昔、猫の国で国中の魚を喰い尽くして逃げた伝説の大犯罪猫「ルナルド・ムーン」として知られ、壁画にもなっていた。
「ムタ」という名前は、元々「耳をすませば」にて原田夕子の自宅近くに居住する幼女が独自に名付けた名前である。当作では「ルナルド・ムーン」が本名という設定であるが、「ムーン」という名前は「耳をすませば」にて天沢聖司が独自に名付けた名前である。
トト
バロンの仲間のカラス（原作ではカササギ）。
普段は石像（ガーゴイル）だが、事務所が動き出すと知性を持つ様になる。
ムタとは喧嘩ばかりしているが、困難にぶつかった時は力を合わせている。色々とハルやバロンの手助けをする。たくさんの仲間の群れを呼ぶことができる。
ルーン
猫の国の王子。恋人（恋猫）のユキが好きだったお魚型のクッキーを探し人間界に来ていて、車に轢かれそうになったところをハルに救われる。猫王を反面教師にしてきたため、父親と違って誠実で真面目な性格をしている。
父親と同じ色のオッドアイ。
終盤にユキにプロポーズする。
原作では映画とは違い、マイペースな性格である。
ユキ
ハルが幼い頃に出逢った白猫。ハルを助ける為に彼女を「猫の事務所」へと導いた「不思議な声」。悲しそうな垂れ目をしている。
かつてハルに食べさせてもらったことから、人間界で売っている魚の形をしたクッキーが大好き。
自身の名前が「ユキ」であるためか、「ゆ」と発音できる数少ない存在である。
猫王のお城で給仕をしている。
ルーンとは恋人（恋猫）関係にあり、終盤にプロポーズを受ける。
原作では元々ハルの飼い猫で、物語の7、8年前に交通事故により死亡している。また、ハルの護衛に失敗したムタに「大したことないのね」というなど、少々気の強い性格となっている。
猫王
本作の悪役。猫の国の王で、王子・ルーンの父親。青と赤のオッドアイである。我侭な暴君だが、最高権力者なので誰も逆らえない。
ルーンを溺愛するが、彼を人間の娘と結婚させようと、彼やハルの意思を全く無視して2人の結婚を強行しようとする。しかし、ルーンが彼の恋人・ユキとの結婚を猫王の前で発表するとそれを素直に祝福するも、今度は自分がハルの結婚相手に名乗りを挙げるという無茶苦茶な王様。その際に難癖をつけて強引に迫ったことから、ハルから「このヘンタイネコー！」と怒られた。
原作では行方不明の妃がおり、生存の知らせが入ったため捜しに行く。終盤で塔を爆破するなどやる事はかなり豪快であった。この騒動の後引退を決意。
映画では「ねこおう」と呼ばれているが、原作のルビは「みょうおう」で統一されている。
ナトリ
猫王の第一秘書。非常に有能で猫王を頭脳面でサポートしている。
冷静沈着な性格で、猫王の支離滅裂な命令もきちんとこなす（しかし、猫王が塔を爆破すると言い出した際は、「猫王の好感度が下がる」と判断して普段の冷静さを失いパニックになったことがある）。
唯一ムタに「どこかで見たことがあるような…」と疑問を持っていた（後にムタがルナルド・ムーンだと思い出した）。終盤でバロンに敗れた猫王と共に引退を決意。
原作では登場しない。
ナトル
猫王の第二秘書。垂れ下がった耳が特徴的で、ナトリと違って能天気な性格。半ば強引にハルを猫の国に連れてきた。
原作では大、中、小と3匹いる。
吉岡 直子（よしおか なおこ）
ハルの母。
夫はおらず、一軒家でハルと2人で住んでいる。パッチワークの仕事で生計を立てている。
ひろみ
ハルの親友でクラスメイト。ラクロス部に所属している。明るく思ったことをはっきりと言う性格。
同じクラスメイトで、卓球部の柘植君がお気に入りで、試合があったら真っ先に見に行く。なお、ハルは彼女のラクロスのスティックを使ってルーンを助けたが、その際にスティックは折れてしまい、後に自宅に大量のスティックが送られた（事情が事情だったので、ひろみは怒らなかった）。
元は柊あおい作の短編マンガ「桔梗の咲く頃」（「耳をすませば幸せな時間」に収録）の登場人物で、柘植君（本作では主人公）に片想いしている設定は同じである。
チカ
ハルのクラスメイト。泣きぼくろがあり、眼鏡をかけている。ひろみと卓球部の試合を観に来ていた。
劇中では名前は明かされない。

## 声の出演
| キャラクター | 日本語版                                                                                | 英語版 |
| ------------ | --------------------------------------------------------------------------------------- | --- |
| 吉岡ハル     | 池脇千鶴                                                                                | アン・ハサウェイ カティア・コー（幼い頃） |
| バロン       | 袴田吉彦                                                                                | ケイリー・エルウィス |
| ムタ         | 渡辺哲                                                                                  | ピーター・ボイル |
| トト         | 斉藤洋介                                                                                | エリオット・グールド |
| ルーン       | 山田孝之                                                                                | アンドリュー・ベヴィス |
| ユキ         | 前田亜季                                                                                | ジュディ・グリア |
| 猫王         | 丹波哲郎                                                                                | ティム・カリー |
| ナトリ       | 佐戸井けん太                                                                            | ルネ・オーベルジョノワ |
| ナトル       | 濱田マリ                                                                                | アンディ・リクター |
| 青い隊服の猫 | 宮本充                                                                                  | 不明 |
| 猫兵         | 中村俊洋                                                                                | 不明 |
| 猫のシェフ   | 鈴井貴之                                                                                | 不明 |
| 吉岡直子     | 岡江久美子                                                                              | クリスティン・サザーランド |
| ひろみ       | 佐藤仁美                                                                                | クリスティン・ベル |
| チカ         | 本名陽子                                                                                | 不明 |
| 町田         | 安田顕                                                                                  | 不明 |
| 町田の彼女   | 白鳥由里                                                                                | 不明 |
| 国語教師     | 大泉洋                                                                                  | 不明 |
| 役不明       | 田中敦子 塚本景子 香月弥生 駒村多恵 岸祐二 清水敏孝 青木誠 江川大輔 新垣樽助 よのひかり | グレッグ・バーグエリン・チェンバース ロバート・クロット ワージーテリー・ダグラス コートニー・ドレイパー ジェイソン・ハリス モナ・マーシャル ブラッドリー・ピアース ディズ・ホワイト |

## スタッフ
| 製作                             | 製作                             | 松下武義、氏家齊一郎、星野康二、宮川智雄、相原宏徳、高井英幸 |
| 企画                             | 企画                             | 宮崎駿 |
| 原作                             | 原作                             | 柊あおい（『バロン - 猫の男爵』（徳間書店、2002年3月、ISBN 4-19-770088-1）より） |
| 脚本                             | 脚本                             | 吉田玲子 |
| 音楽                             | 音楽                             | 野見祐二 |
| キャラクターデザイン レイアウト  | キャラクターデザイン レイアウト  | 森川聡子 |
| 作画監督                         | 作画監督                         | 井上鋭、尾崎和孝 |
| 作画監督補                       | 作画監督補                       | 稲村武志、山森英司、田村篤、山下明彦 |
| 原画                             | 原画                             | 西尾鉄也、大塚伸治、鈴木美千代、三原三千雄、大谷敦子、児山昌弘、関口淳、武内宣之、清水恵子、君島繁、山口賢一、宮崎なぎさ、山川浩臣、佐々木美和、小丸敏之、田中雄一、平松禎史、佐藤好春、杉江敏治、赤堀重雄、栗尾昌宏、松尾真理子、中村勝利、芳尾英明、大橋実、奥村正志、佐藤雅子、横田匡史、山田伸一郎、青山浩行、滝口禎一、道籏義宣、横堀久雄、中路景子、宮本佐和子、志村恵美子、上田峰子、毛利志乃舞、馬場健、秦綾子、友永和秀 |
| 動画チェック                     | 動画チェック                     | 坂本豊、中込利恵、大西綾、藤井香織 |
| 動画                             | 動画                             | 坂野方子、大村まゆみ、北島由美子、手島晶子、斎藤昌哉、鈴木まり子、鈴木麻紀子、野口美律、伊藤望、アレキサンドラ･ワエラウフ、笹川周子、海内努、片野美桜子、小田剛生、高橋もよ、廣田俊輔、笹木裕美、高橋直子、島田育子、舘野仁美、東誠子、槇田喜代子、富沢恵子、藤森まや、梅林由加里、安達晶彦、原佳寿美、中里舞、山浦由加里、矢野守彦、原口ちはる、下平啓介、谷平久美子、菅原隆人、佐伯忍、中西雅美、佐藤可奈子、式部美代子、小池千寿子、松本洋子、寺田眞佐子、高橋幸江 尹明姫、黄順河、鄭蓮希、金銀善、張哲豪、安銀姫、鄭英姫、趙鉉美、韓珍英、黄水珍、梁允主、李孝善、李蘇英、柳順良、邊惠順、朴景淑、金貞姫、朴淑和、崔順烈、金善愛、金知恩、尹美卿、李美玉、崔熙恩、成知英、李惠姓、片恩美、鄭炫守、高眞珠 |
| 動画協力                         | 動画協力                         | スタジオコクピット、アニメTOROTORO、ラジカル・パーティー |
| 美術監督                         | 美術監督                         | 田中直哉 |
| 背景                             | 背景                             | 男鹿和雄、武重洋二、吉田昇、春日井直美、鳴海博光、芳野満雄、申玉徹、吉崎正樹、伊奈涼子、平原さやか、福留嘉一、長田昌子、石原智恵、矢野きくよ、増山修、大森崇、高松洋平 プロダクションI.G、小倉工房 小倉宏昌、鈴木姿帆美、植田竜太郎、合六弘、田中孝典 |
| デジタル美術効果                 | デジタル美術効果                 | 糸川敬子 |
| 色彩設計                         | 色彩設計                         | 三笠修 |
| 仕上検査・色指定                 | 仕上検査・色指定                 | 林留美子、山崎紀代美 |
| デジタルペイント                 | デジタルペイント                 | 那須亜紀子、垣田由紀子、南城久美、清水亜紀子、大蔵芙美乃、飯島弘志、川又史恵、桐生春奈、内田竜司、宮地志保美、山本智子、石川恵里子、長島さゆり、高橋信子、松本紀子、高橋広美、藤森美保、光石奈歩、井上英子、佐藤亜希子、関香織 羅美愛、李永心、姜五順、姜恩京、金更美、金現淑、羅蓮淑、朴容慶、朴眞兒、李蓮姫、李恩賓、張美星、崔賢玉、韓國東、安賢知、朴潤姫 |
| 特殊効果                         | 特殊効果                         | 榊原豊彦 |
| 撮影監督                         | 撮影監督                         | 高橋賢太郎 |
| デジタル撮影                     | デジタル撮影                     | 福島敏行、堀越弘伸、鳥山将司、佐藤勝史、後藤健男、福士享 |
| BGスキャン・マスク               | BGスキャン・マスク               | 小川猛、横山由妃、孔志元 |
| BG色調整                         | BG色調整                         | 高橋加奈子 |
| CG制作                           | CG制作                           | 那須信司、中村圭介、田村和弘、吉原泰彦 |
| 編集                             | 編集                             | 内田恵（瀬山編集室） |
| 編集助手                         | 編集助手                         | 武宮むつみ |
| 録音演出                         | 録音演出                         | 林和弘 |
| 整音                             | 整音                             | 住谷真 |
| 効果                             | 効果                             | 野口透（アニメサウンド） |
| フォーリー                       | フォーリー                       | 帆苅幸雄、丹雄二、北田雅也、岡瀬昌彦 |
| フォーリーミキサー               | フォーリーミキサー               | 井上秀司 |
| フォーリー収録                   | フォーリー収録                   | 東宝サウンドスタジオ 両角佳代子 |
| 録音スタジオ                     | 録音スタジオ                     | 東京テレビセンター 今泉武、岩名路彦 |
| 光学録音                         | 光学録音                         | 上田太士 |
| デジタル光学録音                 | デジタル光学録音                 | 西尾曻 |
| ドルビーフィルム・コンサルタント | ドルビーフィルム・コンサルタント | 森幹生、河東努 |
| DTSマスタリング                  | DTSマスタリング                  | 中山敦子、相川敦 |
| キャスティング・プロデュース     | キャスティング・プロデュース     | PUG POINT・JAPAN 畠中基博、安直美、佐藤あゆみ |
| 音響制作                         | 音響制作                         | KiKi |
| 音楽制作マネージメント           | 音楽制作マネージメント           | 岸健二郎、久松有子 |
| レコーディングエンジニア         | レコーディングエンジニア         | 大野映彦 |
| ミュージックエディター           | ミュージックエディター           | 大野直子 |
| 演奏                             | 演奏                             | 東京フィルハーモニー交響楽団 |
| 指揮                             | 指揮                             | 熊谷弘 |
| 音楽収録                         | 音楽収録                         | 東京オペラシティコンサートホール |
| 音楽制作                         | 音楽制作                         | スタジオジブリ 稲城和実 |
| タイトル                         | タイトル                         | 真野薫、マリンポスト |
| 制作プロデューサー               | 制作プロデューサー               | 田中千義 |
| 制作デスク                       | 制作デスク                       | 出口秀男、居村健治 |
| 制作進行                         | 制作進行                         | 神村篤、望月雄一郎、清川良介、鳥羽洋典 |
| ポスプロ担当                     | ポスプロ担当                     | 古城環、津司紀子 |
| 演出補佐                         | 演出補佐                         | 齋藤純也、今井靖、泉津井陽一 |
| 監督助手                         | 監督助手                         | 鶴岡耕次郎 |
| 制作業務担当                     | 制作業務担当                     | 野中晋輔 |
| 制作業務デスク                   | 制作業務デスク                   | 川端俊之 |
| プロデューサー補                 | プロデューサー補                 | 石井朋彦 |
| 広報                             | 広報                             | 西岡純一、鵜飼由美子、白木伸子 |
| 渉外                             | 渉外                             | 荒井章吉 |
| 音楽著作権                       | 音楽著作権                       | 長井孝 |
| キャラクター商品開発             | キャラクター商品開発             | 今井知己、浅野宏一、井筒理枝子、安田美香 |
| 出版                             | 出版                             | 田居因、筒井亮子、渋谷美音 |
| 管理担当                         | 管理担当                         | 島宮美幸 |
| 管理                             | 管理                             | 一村晃夫、伊藤久代、山本珠実、石迫太成、洞口朋紀、熱田尚美、駒形正吾、藤津英子、沼沢スエ子、渡辺ミツ、安田恵洋 |
| 協力                             | 協力                             | 創芸、デジデザイン・ジャパン、D-REC、山﨑文雄、新井紀乃、吉田純哉、笹木信作 |
| 特別協力                         | 特別協力                         | ローソン |
| 特別協賛                         | 特別協賛                         | ハウス食品 |
| 宣伝プロデューサー               | 宣伝プロデューサー               | 伊勢伸平 メイジャー 脇坂守一、原美恵子、岡村尚人、土屋勝、渡辺美佳、小柳道代、福田のぞみ、細川裕以、折原裕之、菅野泰史、中西藍、香川栄美、大久保陵平、平野美紗 特別顧問：徳山雅也、矢部勝 |
| 予告篇制作                       | 予告篇制作                       | ガル・エンタープライズ 板垣恵一 |
| 海外プロモート担当               | 海外プロモート担当               | スティーブン・アルパート、武田美樹子、網崎直 |
| 「猫の恩返し」製作委員会         | 「猫の恩返し」製作委員会         | 徳間書店 岩渕徹、三ツ木早苗、米沢敬博、平野健一、室井實、中澤哲夫、伊藤純子 日本テレビ放送網 萩原敏雄、小林昂、棚次隆、伊藤和明、門屋大輔、別府彩夏、平方真由美 博報堂 佐藤孝、湯浅政一、安永義郎、曽根康正、川添善久、和田幸子、鳥山恒夫、平田裕恵、藤本光生 三菱商事 橋本毅、安念彌行、佐藤達夫、西尾直彦、山本哲也、鈴木大三、板橋徹、狩谷聡子 東宝 島谷能成、瀬田一彦、市川南 |
| 製作担当                         | 製作担当                         | 奥田誠治、藤巻直哉 |
| 現象                             | 現象                             | IMAGICA タイミング：平林弘明 フィルム・レコーディング：豊谷慎吾、柴田祐男、本間政弘 カラー・マネジメント・システム：遠藤浩平、山井哲也 フロント業務：鈴木優子、志村由布子 ラボ・マネジメント：川又武久 |
| 制作協力                         | 制作協力                         | 高橋プロダクション、T2Studio、テレコム・アニメーションフィルム、D.R MOVIE、スタジオ・ファンタジア |
| 配給                             | 配給                             | 東宝 |
| 制作                             | 制作                             | スタジオジブリ |
| 製作プロデューサー               | 製作プロデューサー               | 鈴木敏夫、高橋望 |
| 監督                             | 監督                             | 森田宏幸 |

## 主題歌
『風になる』
作詞・作曲・歌 - つじあやの / 編曲 - 根岸孝旨 / 弦・管編曲 - 山本拓夫
シングル - SPEEDSTAR RECORDS
サントラ - 徳間ジャパンコミュニケーションズ
エンディングでは原曲とは異なりAcoustic Versionが使用されている。

## テレビ放送
※放送枠はすべて『金曜ロードショー』（日本テレビ系）である。
| 回数 | 放送日         | 視聴率 | 備考                     |
| ---- | -------------- | ------ | ------------------------ |
| 1    | 2005年8月26日  | 17.5%  |                          |
| 2    | 2008年7月4日   | 12.2%  |                          |
| 3    | 2010年10月22日 | 11.6%  |                          |
| 4    | 2013年7月19日  | 15.3%  |                          |
| 5    | 2016年11月18日 | 12.4%  | エンディングは途中カット |
| 6    | 2018年8月24日  | 12.2%  | エンディングは途中カット |
| 7    | 2021年8月20日  | 9.1%   | エンディングは途中カット |
| 8    | 2024年5月3日   | 6.8%   | エンディングは途中カット |

- 上映時間が75分であり『金曜ロードショー』では放送時間が大幅に余るため（通常枠で放送できるのは約90分）、CMを増やしたり作品放映後に映画情報を扱うなど時間の埋め合わせを行うのが常である。
- 当作は初回から4回目まではノーカットで放送していたが[8]、5回目以降の放送では以下の事情でエンドロールが途中カットされている。これに関しては視聴者から批判されることもある[9]。
  - 5回目（2016年）：劇場公開時に同時上映だった短編『ギブリーズ episode2』も放送し2部構成[注釈 12]放送となったため。なお、テレビで『ギブリーズ』が放送されたのはこの時が初めてである。
  - 6回目（2018年）：翌日放送の『24時間テレビ41「愛は地球を救う」』の出演者による特設コーナーが放送されたため。
  - 7回目（2021年）：「みんなが選んだジブリヒロイン」というコーナーや、同年公開の映画『アーヤと魔女』と『竜とそばかすの姫』の特集コーナーが放送されたため。
  - 8回目（2024年）：「ジブリの生きもの」というコーナーや、同年公開の映画『名探偵コナン 100万ドルの五稜星』の冒頭10分が放送されたため。

## 関連商品

### 作品本編に関するもの
映像ソフト
- 猫の恩返し／ギブリーズ episode2  VHS - ブエナ ビスタ ホーム エンターテイメント（2003年7月4日）
- 猫の恩返し／ギブリーズ episode2  DVD ブエナ ビスタ ホーム エンターテイメント（2003年7月4日）
- 猫の恩返し／ギブリーズ episode2  Blu-ray Disc - ウォルト・ディズニー・スタジオ・ジャパン（2013年12月4日）

出版
- りぼんマスコットコミックス　耳をすませば　幸せな時間（1996年2月20日）ISBN 4-08-853841-2
- アニメージュ コミックス スペシャル　バロン　猫の男爵（2002年5月20日）ISBN 4-19-770088-1
- 路地の向こうは猫の国　猫の恩返し＆ギブリーズ　徹底ガイド（2002年7月20日）ISBN 4-04-853527-7
- ロングテイル オブ バロン　絵本とムックで紡ぐ猫の男爵のもうひとつの物語（2002年7月20日）ISBN 4-906069-35-5
- ジブリの猫たち（2002年8月2日）ISBN 4-7966-2822-3
- 猫の恩返しガイドブック―スタジオジブリとファンタジーの世界 (TOKUMA LADY’S MOOK)（2002年8月25日）ISBN 4-19-700022-7
- 猫が教えてくれたこと　「猫の恩返し」応援団編（2002年8月31日）ISBN 4-19-861562-4
- 猫の恩返し（徳間アニメ絵本）（2002年8月31日）ISBN 4-19-861570-5
- 猫の恩返し―フィルムコミック（1）（2002年9月1日）ISBN 4-19-770089-X
- 猫の恩返し―フィルムコミック（2）（2002年9月10日）ISBN 4-19-770092-X
- 猫の恩返し―フィルムコミック（3）（2002年10月1日）ISBN 4-19-770094-6
- 猫の恩返し―フィルムコミック（4）（2002年10月1日）ISBN 4-19-770095-4
- The art of the cat returns―猫の恩返し（2002年9月10日）ISBN 4-19-810008-X
- 猫の恩返し（ロマンアルバム）（2002年9月10日）ISBN 4-19-720213-X
- 猫の恩返し（ジス・イズ・アニメーション）（2002年9月20日）ISBN 4-09-101567-0
- バロン・猫の男爵 (フェアベルコミックス)（2006年12月7日）ISBN 4-86245-020-2

音楽
- 猫の恩返し　サウンドトラック 徳間ジャパンコミュニケーションズ（2002年7月17日）TKCA-72367

## 備考
- 原作漫画では普通の猫は「ゆ」と発音できないことになっており、その旨が作中でムタによって解説されている。これは猫の国の王である猫王も例外ではない。バロン・ムタ・ユキなど、特別な経緯を持つ猫のみが発音できることになっている。
  - 映画では上記の設定は採用されておらず、ルーンやナトルも「ゆ」と発音している。
- 映画の劇中で、バロンがムタに「ハルとは何処で逢ったんだ?」と訊き、ムタが「十字街さ」と答えるシーンがある。物語の舞台そのものは神奈川県横浜市であるが、作者である柊あおいが居住している北海道函館市には「十字街停留場」と呼ばれる函館市企業局交通部（函館市電）の停留場があり、周辺は商店街になっている。劇中での位置関係に置き換えると、みなとみらい線元町・中華街駅[注釈 13]やJR石川町駅を最寄駅とする元町商店街周辺と考えられるが、「十字街」の名称を使用したのは函館に居住する作者の遊び心によるものである。

## 受賞歴
- 第20回ゴールデングロス賞 最優秀金賞[10]
- 第6回文化庁メディア芸術祭アニメーション部門 優秀賞[11]
- 東京アニメアワード2003 優秀作品賞：劇場映画部門[12]
- 第7回アニメーション神戸 作品賞・劇場部門[13]